# Jozef Gabčík

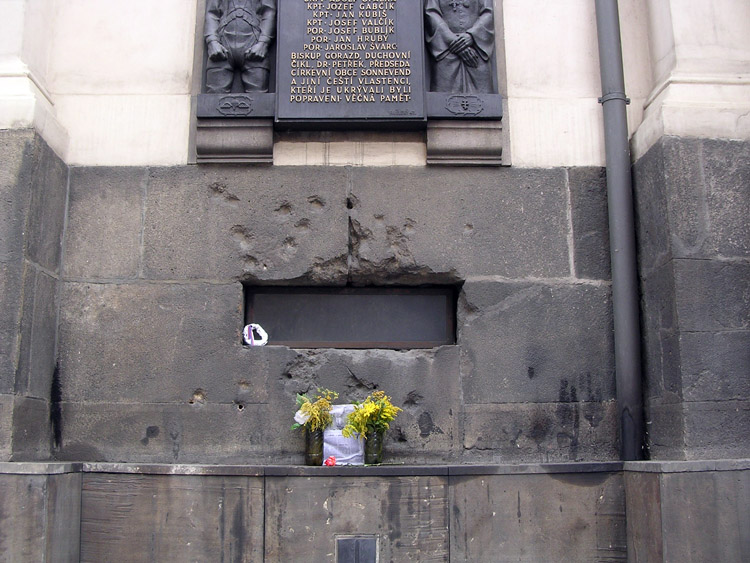
Ventana tiroteada de la Iglesia de San Cirilo y San Metodio en Praga donde Jozef Gabčík y sus compatriotas fueron acorralados.

Jozef Gabčík (Poluvsie, Imperio austrohúngaro [actual Palosnya, Rajecké Teplice, Eslovaquia], 8 de abril de 1912-Praga, 18 de junio de 1942) fue un soldado eslovaco que participó en la Operación Antropoide, la maniobra para asesinar a Reinhard Heydrich, uno de los hombres más importantes de la Alemania nazi.
Gabčík era un miliciano eslovaco de rango rotsmistr (aproximadamente sargento). Al final de 1941, él y Jan Kubiš en secreto se infiltraron en el Protectorado de Bohemia y Moravia para planificar el asesinato de Reinhard Heydrich, que llevaron a cabo el 27 de mayo de 1942. Heydrich resultó mortalmente herido y murió en el hospital varios días después de septicemia. Los oficiales nazis del Protectorado iniciaron una minuciosa búsqueda de los dos hombres en los días siguientes y finalmente los encontraron junto a otros milicianos en una Iglesia Ortodoxa de Praga. Sin embargo, después de una batalla de seis horas en la que los nazis perdieron 14 hombres y otros 21 resultaron heridos, Gabčík y los demás, con la excepción de Kubiš, que había sido gravemente herido por una granada, se suicidaron antes de que los nazis los capturaran en las catacumbas de la catedral. Kubiš murió poco después de llegar al hospital al que lo llevaron sus captores.
La aldea de Gabčíkovo, en el sur de Eslovaquia, fue bautizada con su nombre después de la guerra y una de las presas fluviales próximas (Gabčíkovo-Nagymaros) también recibió su nombre. Jozef Gabčík también fue homenajeado con la formación del "5.º regimiento de las fuerzas especiales de Jozef Gabčík" del Ejército de Eslovaquia, situado en Žilina.
Con el objetivo de homenajear y conmemorar a los héroes de la Resistencia Checa y Eslovaca, el Museo Nacional Eslovaco en mayo de 2007 inauguró una exhibición que presentaba una de las operaciones más importantes de la resistencia en el territorio europeo ocupado por los nazis.